# Quinto Fábio Vibulano (cônsul em 485 e 482 a.C.)
Quinto Fábio Vibulano (em latim: Quintus Fabius Vibulanus) foi um político nos primeiros anos da República Romana eleito cônsul por duas vezes, em 485 a.C. e em 482 a.C., com Sérvio Cornélio Maluginense e Caio Júlio Julo respectivamente. Com seus irmãos, Cesão e Marco, foi um dos grandes expoentes da gente Fábia.

## Primeiro consulado (485 a.C.)

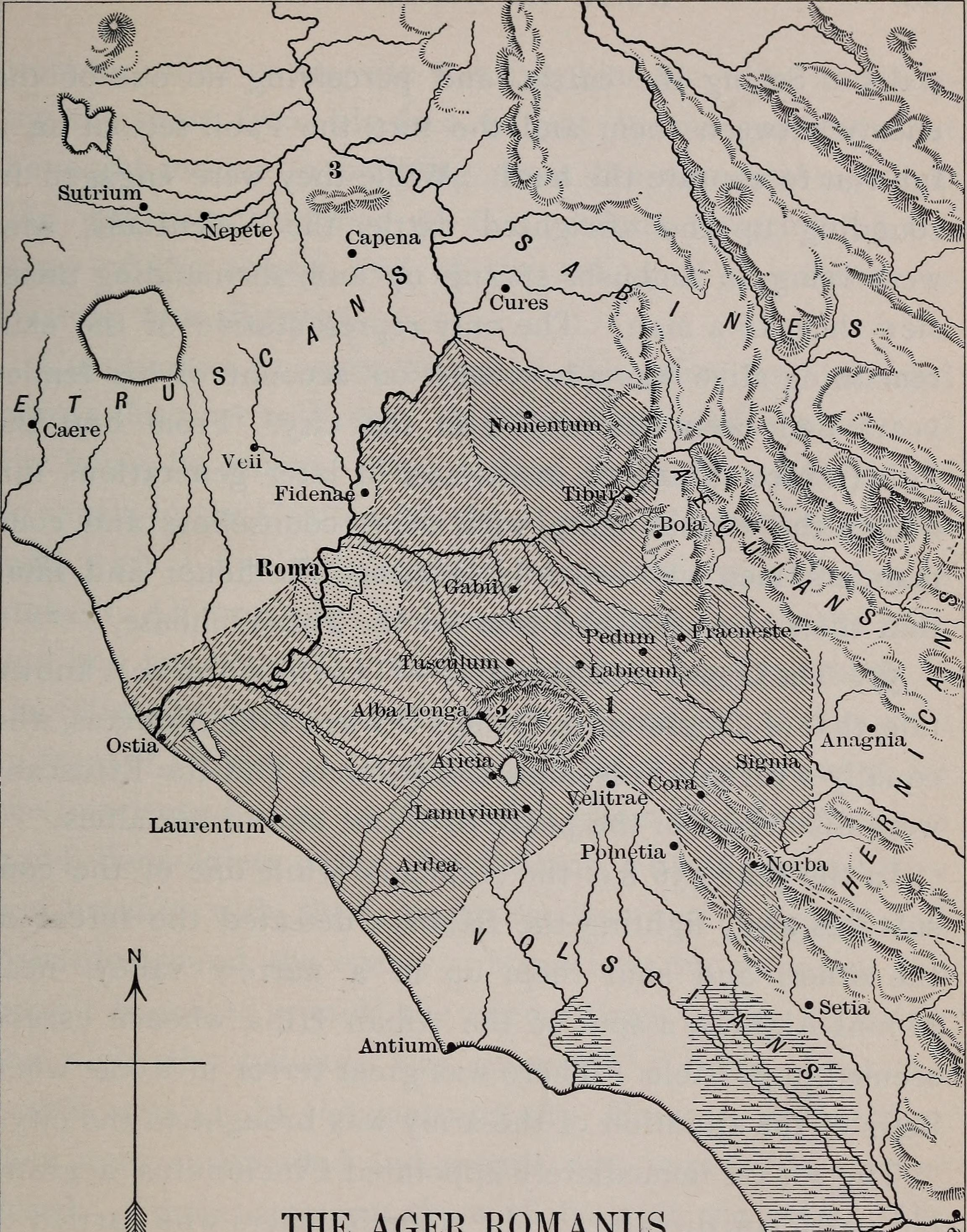
Vizinhança de Roma na época de Vibulano.

Foi eleito com Sérvio Cornélio Maluginense. Durante o seu mandato, Espúrio Cássio Vecelino, o cônsul que, no ano anterior, havia proposto distribuir parte das terras públicas contra o desejo dos patrícios, foi condenado e executado. Mas a morte de Viscelino não arrefeceu o desejo popular de uma solução para a questão agrária.
Os dois cônsules, temendo a irrupção de uma revolta, aproveitaram-se dos raides e invasões das cidades vizinhas ao território romano para propor um alistamento, que desviou a atenção da plebe da questão agrária. Sérvio Cornélio liderou os romanos contra os veios enquanto Quinto Fábio lutou contra os volscos e os équos.
À frente de um exército alistado, Fábio primeiro invadiu o território dos équos, depois o dos volscos, arrasando e saqueando o território. Somente os volscos tentaram resistir, mas foram derrotados. Porém, quando ele decidiu entregar todos os espólios de guerra ao tesouro romano, sem deixar parte para seus soldados ou para o povo, Fábio criou muitos inimigos.

## Segundo consulado (482 a.C.)
Fábio foi eleito cônsul novamente em 482 a.C., desta vez com Caio Júlio Julo. No mesmo ano, os équos invadiram Roma, conquistaram e saquearam Ortona, enquanto os veios continuavam com seus raides ao território romano. Os dois cônsules juntaram suas forças contra a cidade de Veios, mas como não conseguiram atrair suas forças para um combate aberto, os romanos limitaram-se a arrasar a região.

## Morte
Em 480 a.C., o cônsul Cneu Mânlio Cincinato e o irmão de Fábio, Marco Fábio Vibulano, participaram como legados da Batalha de Veios, comandando a ala esquerda do exército romano. Durante o encontro, a situação na ficou muito difícil para a esquerda romana, seja pela inferioridade numérica, seja pela posição mais elevada, que enfrentava a direita inimiga. Completamente cercado, Quinto Fábio foi morto por uma lança ou uma espada inimiga.